# Наводнения в Малайзии (2016)
Наводнения в Малайзии в начале февраля 2016 года были вызваны сильными дождями. Больше всего пострадали штаты Саравак, Джохор, Малакка и Негери-Сембилан.

## Саравак
9 февраля общее число эвакуированных из-за наводнения в Кучинге, Бау, Самарахане и Сериане возросло с 765 до 1065 человек, а 11 февраля увеличилось до более чем 5600 человек. К 22 февраля число эвакуированных из-за наводнения достигло 7965 человек

## Джохор
7 февраля в Джохоре было зарегистрировано два несчастных случая: одного человека унесло сильным течением, а другой упал в пруд для ловли рыбы. С 7 по 9 февраля более 130 человек были эвакуированы в Тангкак, Леданг и Сегамат.

## Малакка и Негери-Сембилан
8 февраля около 4600 человек были эвакуированы из штата Малакка, 3020 пострадавших были размещены в шести эвакуационных центрах в округе Центральная Малакка, 1560 пострадавших были размещены в шести эвакуационных центрах в округе Алор Гаджа, а еще 24 пострадавших — в одном центре помощи в округе Джасин. 9 февраля после улучшения ситуации с наводнением большинство смогли вернуться домой, в эвакуационных центрах оставалось 189 человек.